# La Contre-allée (film, 2014)
Pour les articles homonymes, voir La Contre-allée.
Pour plus de détails, voir Fiche technique et Distribution.
La Contre-allée est un court métrage français, réalisé par Cécile Ducrocq, produit en 2014 par la société Année Zéro.
Le film a été sélectionné notamment à la Semaine de la critique de Cannes en 2014 et au Festival international de Sundance en 2015. Il a remporté le César du meilleur court métrage 2016.

## Synopsis
Suzanne se prostitue depuis 15 ans. Elle a son bout de trottoir, ses habitués, sa liberté. Un jour, de jeunes prostituées africaines s’installent en périphérie. Suzanne est menacée.

## Fiche technique
- Titre : La Contre-allée
- Scénario et réalisation : Cécile Ducrocq
- Production : Stéphane Demoustier et Guillaume Dreyfus
- Assistant réalisateur : Guilhem Amesland
- Décors : Jean-François Sturm
- Costumes : Manon Eyriey
- Photographie : Martin Rit
- Son :  Francis Bernard
- Montage : Damien Maestraggi
- Musique : Sébastien Pouderoux
- Directeur de production : Stéphane Demoustier
- Société de production : Année Zéro
- Pays :  France
- Langue : français
- Genre : drame
- Durée : 29 minutes
- Date de sortie : 
  - France : 17 mai 2014

## Distribution
- Laure Calamy : Suzanne
- Bruce Chatirichvili : Bruce
- Kevin Kugler : Le supporter du Racing
- Solange Pinturier : Camille
- Bruno Clairefond : Franck

## Distinctions
- César 2016 : Meilleur court métrage[1]
- Sélectionné à la Semaine de la critique de Cannes 2014[2]
- Prix d'interprétation pour Laure Calamy au Festival de Sundance 2015[3]

## Autour du film
Le critique Donald James analyse le film dans la revue Bref : « Avec ce film, Cécile Ducrocq met en scène une fable sociale. Autant dire qu’elle se livre à un exercice des plus périlleux dans un pays où “cinéma social” rime, à de très rares exceptions près, avec films démonstratifs, voire idéologiques. En quelques courts métrages (quatre en tout), le nom de Cécile Ducrocq est devenu un gage d’exigence. Avec La contre-allée présenté à la Semaine de la critique au Festival de Cannes 2014, la réalisatrice déploie une fois encore son talent aiguisé de scénariste. Sans aucune concession, sans cris ni larmes, sans juger, elle saisit sur le vif une chronique de la prostitution. »